# 665系電車
665系電車（商品名:CRRC Sirius）は、中国企業CRRCによって製造された中国初の欧州大陸向け新型旅客用鉄道車両。愛称はシリウス。

## 沿革
当初はLeo Express社が都市間路線や国際線を中心に運行することを予定していた電車であった。同社は3編成を注文しており、最初の1編成を2019年にメーカーから受領した。さらに30編成の追加オプションがあった。承認プロセスの後、同社はこの車両をプラハープルゼニ線、プラハーウスティ・ナド・ラベム・ディチーン線、プラハとブジェツラフーブラチスラヴァ線をチェスカー・トジェボヴァを経由して結ぶ路線に配備することを計画していた。
しかし、長期にわたるテストの後、スペインのレンフェとCAFがLeo Expressに資本参入した直後に購入契約はキャンセルされた。
契約解消後も、CRCCの費用でテスト走行が続けられ、レギオジェットがサポートすることとなり、2024年2月5日にレギオジェットにより試験的な旅客営業運行が開始された。2024年6月に試験的な旅客営業が終了した。一時はレギオジェットがこの列車の運行を中止するとの噂が流れた。しかし、レギオジェットは当局の監督下でテストを続行することになった。9月にはレギオジェットが、5年間のリース契約を通じて全3編成の665系電車を導入し、同年12月15日の新しい列車時刻表の実施に合わせて正式に投入すると発表した。導入初期は試運行という形で運行され、2025年初頭にチェコからの正式運行認可を取得する予定である。

## 概要
この車両にはETCSシステムが装備されており、2つの電力システム (25kV、50Hz/3kV DC) で走行することが可能で、最高速度は160km/hである。編成長は111.2mで、6車体で構成されており、1車体は2客室として機能し、最大314人の乗客を収容できる。

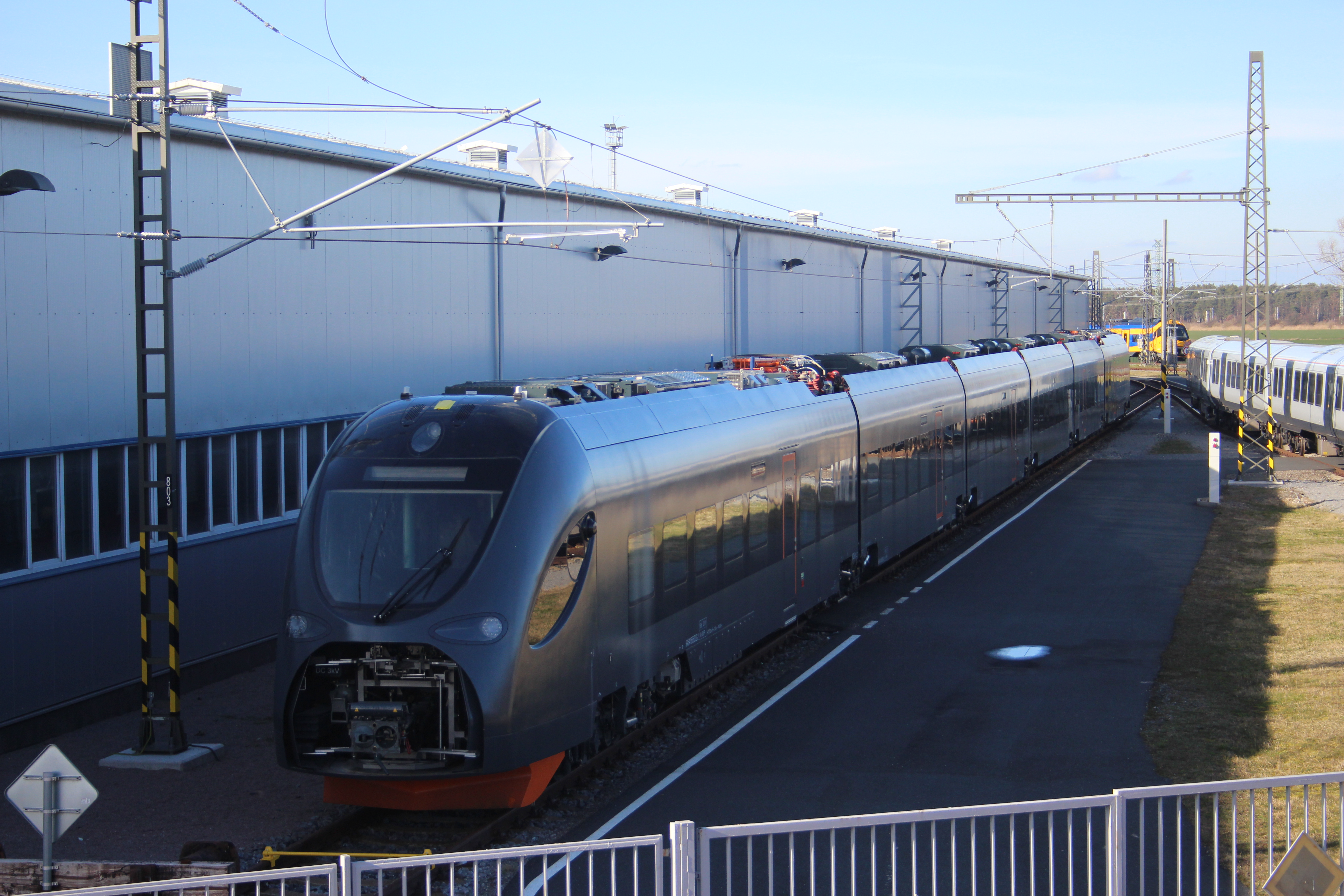
ヴェリム鉄道試験線のCRRC Sirius
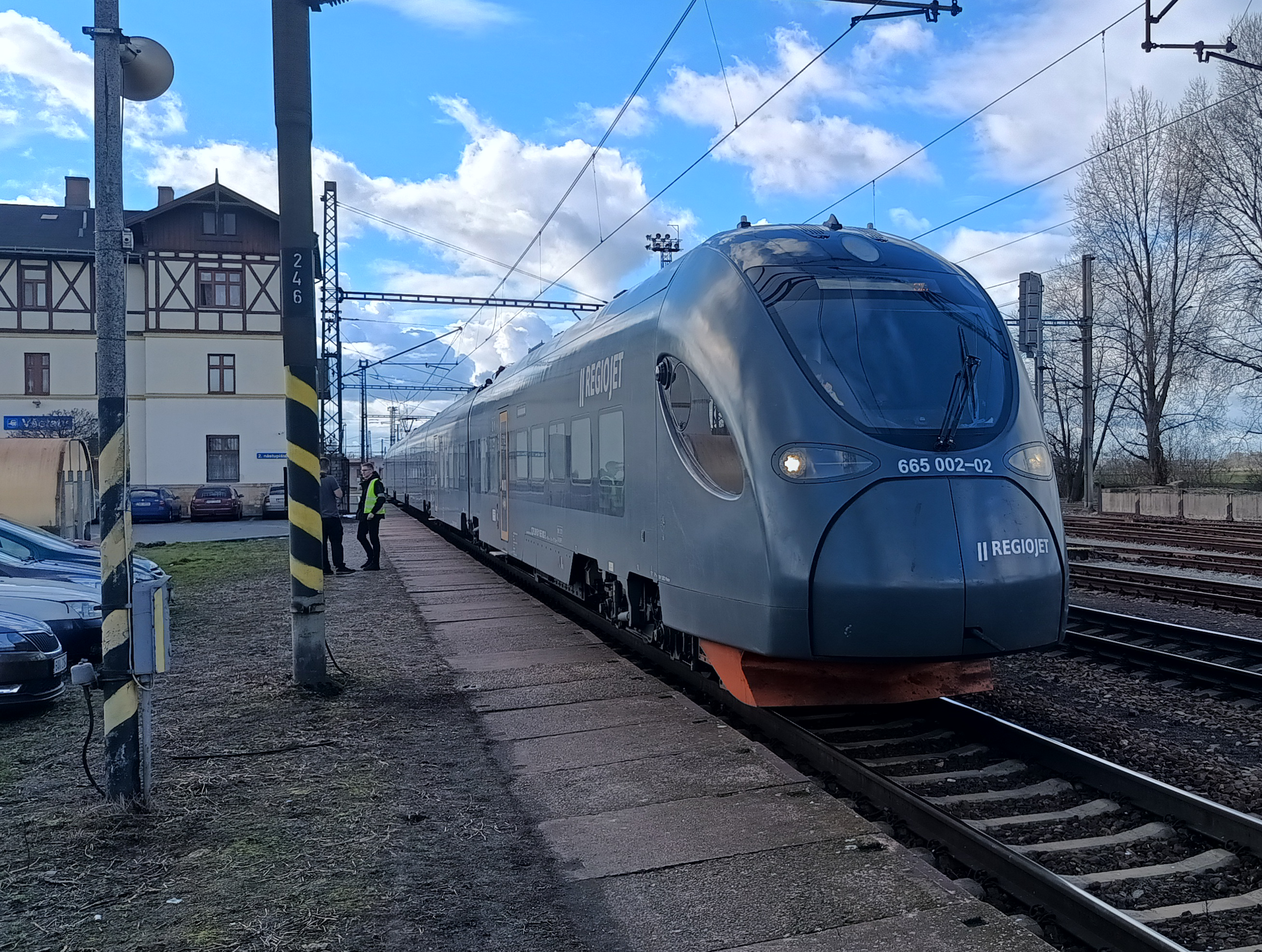
試運行中のCRRC Sirius